# Svenska tronföljden

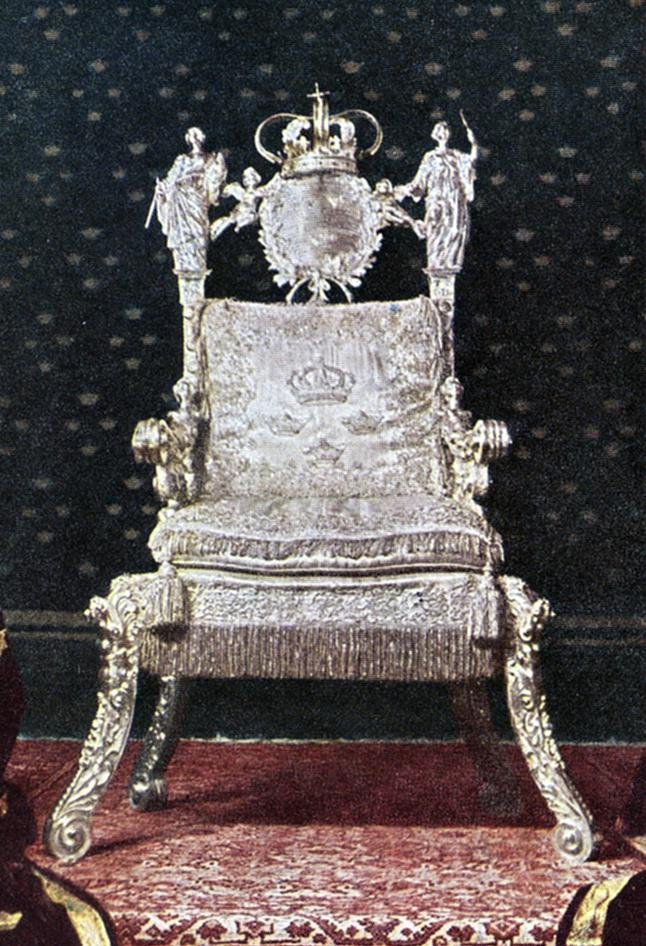
Drottning Kristinas silvertron har använts av den svenske monarken sedan år 1650.

Den svenska tronföljden regleras i successionsordningen, som är en av Sveriges grundlagar. Tronföljden avgör inte bara vem som skall ta över tronen om den regerande monarken avlider eller abdikerar, utan också vem som tar vid som vikarierande statschef (tillfällig riksföreståndare) om ordinarie statschef är sjuk, utomlands eller på annat sätt förhindrad att utföra sina uppgifter.
Sverige har sedan 1980 full kognatisk tronföljd, alltså att den äldsta bröstarvingen ärver tronen oberoende av kön.
Successionsordningen reglerar att därefter ärver monarkens äldre syskon och äldre syskons barn före yngre syskon och yngre syskons barn, dvs primogenitur. Vad som skall gälla om en svensk kung eller regerande drottning dör eller abdikerar och det inte finns någon tronföljare, regleras i regeringsformen, som är en annan av Sveriges grundlagar.

## Allmänt
Successionsordningens första paragraf stadgar att:
| ”                | § 1. Successionsrätt till Sveriges tron tillkommer manliga och kvinnliga efterkommande till kronprins Johan Baptist Julii, sedermera Konung Karl XIV Johans, avkomling i rätt nedstigande led, Konung Carl XVI Gustaf. Äldre syskon och äldre syskons efterkommande ha därvid företräde framför yngre syskon och yngre syskons efterkommande. | „ |
| – Lag (1979:935) | |   |

En grundlagsändring som började gälla 1 januari 1980 införde kvinnlig tronföljd - tidigare kunde enkom manliga efterkommande ärva. Detta innebar att dåvarande kronprins Carl Philip blev nummer två i successionsordningen, efter nya kronprinsessan Victoria.
Att monarkens äldre syskon och äldre syskons barn ärver före yngre syskon och yngre syskons barn innebär exempelvis att prinsessan Estelle ärver tronen före prins Carl Philip även om kronprinsessan Victoria skulle omkomma.
I och med att lagen skrevs om 1980 omfattar den enbart Carl XVI Gustafs efterkommande, varför hans äldre systrar, Margaretha, Birgitta, Désirée och Christina, samt deras ättlingar inte ingår i tronföljden.

## Om tronföljare saknas
Om regerande monark och samtliga tronföljare enligt gällande successionsordning dör eller avgår, skall riksdagen utse en riksföreståndare som skall fullgöra statschefens uppgifter tills vidare. Detta stadgas i 5 kap. 4 § 1 st. regeringsformen.
I 1809 års regeringsform, som var i kraft från 1809 till utgången av 1974, var det stadgat att riksdagen skulle utse ett nytt kungahus, om det befintliga kungahuset utslocknade. Någon sådan grundlagsfäst bestämmelse finns emellertid inte längre, utan det förutsätts att man får ta ställning till det framtida statsskicket om och när den situationen skulle uppstå.

## Nuvarande tronföljd
Gäller sedan 7 februari 2025 då Prinsparets fjärde barn föddes.
- Carl XVI Gustaf
  - (1) Kronprinsessan Victoria
    - (2) Prinsessan Estelle
    -  (3) Prins Oscar

  - (4) Prins Carl Philip
    - (5) Prins Alexander
    - (6) Prins Gabriel
    - (7) Prins Julian
    -  (8) Prinsessan Ines 

  -  (9) Prinsessan Madeleine
    - (10) Prinsessan Leonore
    - (11) Prins Nicolas
    -  (12) Prinsessan Adrienne

## Historiska tronföljdsordningar
Under medeltiden utsågs de svenska konungarna genom val av menigheter med olika sammansättning. Först under Gustav Vasas regeringstid infördes regler om arvsrätt till tronen. Genom Västerås arvförening 1544 fastslogs en tronföljdsordning som räknade med arvsrätt endast för män och genom män. På riksdagen 1590 beslöts en ny arvförening, 1590 års arvförening, vilken innebar att arvsrätt på kvinnolinjen kunde komma i fråga om alla manslinjer dog ut. Enligt de arvföreningar som gällde under de följande hundra åren var arvsrätten tidvis begränsad till män. Under andra delar av samma tidsperiod tillerkändes kvinnor en subsidiär arvsrätt. Från år 1719, då Ulrika Eleonora valdes till drottning, blev kvinnlig tronföljd utesluten. Genom 1810 års successionsordning bekräftades en agnatisk, strikt manlig, tronföljdsordning för efterkommande till sedermera Karl XIV Johan och som gällde till 1980.
- Västerås arvförening (1544)
- 1590 års arvförening
- Norrköpings arvförening (1604)
- 1650 års arvförening
- Ständernas beslut angående Ulrika Eleonoras utkorelse till Sveriges krona och regemente (1719)
- Rikets ständers förening 23 juni 1743
- 1810 års successionsordning (nu gällande, med större ändring 1980)

## Tidigare tronföljder
I släktträden markeras regerande kung eller drottning med kapitäler. Från förälder till barn går det streck neråt som vinklas in till höger så att barnen är längre in på raden. Siffrorna inom parentes anger ordningen i tronföljden. Enbart gemensamma avlidna anfäder, som under sin levnad hade successionsrätt, till de vid tiden successionsberättigade vid liv inkluderas. Avlidna personer markeras föregångna av ett kors och med kursiv stil. Då framgår släktskapet för möjliga tronföljare som inte är avkomlingar till den regerande monarken.
Ett kryss (X) framför en person betyder att denne har uteslutits ur tronföljden. Personer med släktskap till föregångare på tronen (oavsett om det var nära eller avlägset), men vars successionsrätt uteslutande byggde på specifika riksdagsbeslut om just den personen (exempelvis Karl X Gustav och Adolf Fredrik), redovisas inte.

### UnderGustav Vasa, 1523–1560

#### 1544
| Västerås arvförening antas av Riksens ständer under riksdagen 1544. - Gustav Vasa - (1) Erik - (2) Johan - (3) Magnus | Karl föds. - Gustav Vasa - (1) Erik - (2) Johan - (3) Magnus - (4) Karl | Karl avlider. - Gustav Vasa - (1) Erik - (2) Johan - (3) Magnus |

#### 1546
Sten föds.
- Gustav Vasa
  - (1) Erik
  - (2) Johan
  - (3) Magnus
  - (4) Sten

#### 1547
Sten avlider.
- Gustav Vasa
  - (1) Erik
  - (2) Johan
  - (3) Magnus

#### 1550–4 oktober
Karl föds.
- Gustav Vasa
  - (1) Erik
  - (2) Johan
  - (3) Magnus
  - (4) Karl

### UnderErik XIV, 1560–1569

#### 1560–29 september
Kung Gustav Vasa avlider.
- † Kung Gustav Vasa
  - Erik XIV
  - (1) Johan
  - (2) Magnus
  - (3) Karl

#### 1566–20 juni
Sigismund föds.
- † Kung Gustav Vasa
  - Erik XIV
  - (1) Johan
    - (2) Sigismund

  - (3) Magnus
  - (4) Karl

#### 1568–28 januari
Gustav föds.
- † Kung Gustav Vasa
  - Erik XIV
    - (1) Gustav

  - (2) Johan
    - (3) Sigismund

  - (4) Magnus
  - (5) Karl

### UnderJohan III, 1569–1592

#### 1569–januari
Ständerna fråndömer Kung Erik XIV med efterkommande tron och arvsrätt. Hertig Johan utropas som Kung Johan III.
- † Kung Gustav Vasa
  - (X) Erik XIV
    - (X) Gustav

  - Johan III
    - (1) Sigismund

  - (2) Magnus
  - (3) Karl

#### 1583
| Ludvig föds. - † Kung Gustav Vasa - Johan III - (1) Sigismund - (2) Magnus - (3) Karl - (4) Ludvig | Ludvig avlider. - † Kung Gustav Vasa - Johan III - (1) Sigismund - (2) Magnus - (3) Karl |

#### 1587
| Gustav föds. - † Kung Gustav Vasa - Johan III - (1) Sigismund - (2) Magnus - (3) Karl - (4) Gustav | Gustav avlider. - † Kung Gustav Vasa - Johan III - (1) Sigismund - (2) Magnus - (3) Karl |

#### 1589–18 april
Johan föds.
- † Kung Gustav Vasa
  - Johan III
    - (1) Sigismund
    - (2) Johan

  - (3) Magnus
  - (4) Karl

#### 1590–7 mars
1590 års arvförening antas vid riksdagen 1590 i Stockholm. Här vidhålls agnatisk tronföljd för Kung Johan III:s avkomlingar, med sekundogenitur för hertig Karl och hans manliga efterkommande, men med tillägget att, om hela manslinjen utgick och arvingar av kvinnliga linjen levde gick tronen över till en sådan. Den "sinnessjuke" brodern Magnus, som saknade inomäktenskapliga barn, uteslöts därmed från tronföljden.
- † Kung Gustav Vasa
  - Johan III
    - (1) Sigismund
    - (2) Johan
    - (4) Anna

  - (3) Karl
    - (5) Katarina

### UnderSigismund, 1592–1599

#### 1592–17 november
Kung Johan III avlider.
- † Kung Gustav Vasa
  - † Kung Johan III
    - Sigismund
    - (1) Johan
    - (3) Anna

  - (2) Karl
    - (4) Katarina

#### 1593–23 maj
Anna Maria föds.
- † Kung Gustav Vasa
  - † Kung Johan III
    - Sigismund
      - (4) Anna Maria

    - (1) Johan
    - (3) Anna

  - (2) Karl
    - (5) Katarina

#### 1594
| Katarina föds. - † Kung Gustav Vasa - † Kung Johan III - Sigismund - (4) Anna Maria - (5) Katarina - (1) Johan - (3) Anna - (2) Karl - (6) Katarina | Katarina avlider. - † Kung Gustav Vasa - † Kung Johan III - Sigismund - (4) Anna Maria - (1) Johan - (3) Anna - (2) Karl - (5) Katarina | Gustav Adolf föds. - † Kung Gustav Vasa - † Kung Johan III - Sigismund - (5) Anna Maria - (1) Johan - (4) Anna - (2) Karl - (6) Katarina - (3) Gustav Adolf |

#### 1595–9 juni
Vladislav föds.
- † Kung Gustav Vasa
  - † Kung Johan III
    - Sigismund
      - (6) Anna Maria
      - (1) Vladislav

    - (2) Johan
    - (5) Anna

  - (3) Karl
    - (7) Katarina
    - (4) Gustav Adolf

#### 1596
| Maria Elisabet föds. - † Kung Gustav Vasa - † Kung Johan III - Sigismund - (6) Anna Maria - (1) Vladislav - (2) Johan - (5) Anna - (3) Karl - (7) Katarina - (4) Gustav Adolf - (8) Maria Elisabet | Katarina föds. - † Kung Gustav Vasa - † Kung Johan III - Sigismund - (6) Anna Maria - (1) Vladislav - (7) Katarina - (2) Johan - (5) Anna - (3) Karl - (8) Katarina - (4) Gustav Adolf - (9) Maria Elisabet |

#### 11 juni1597
Katarina avlider.
- † Kung Gustav Vasa
  - † Kung Johan III
    - Sigismund
      - (6) Anna Maria
      - (1) Vladislav

    - (2) Johan
    - (5) Anna

  - (3) Karl
    - (7) Katarina
    - (4) Gustav Adolf
    - (8) Maria Elisabet

#### 1598
I avsättningskriget led Kung Sigismund ett avgörande nederlag i slaget vid Stångebro mot farbrodern Hertig Karl 25 september 1598. Sigismund flydde dagarna efter till sitt andra rike, Polsk-litauiska samväldet.
| Kristoffer föds och avlider samma dag. - † Kung Gustav Vasa - † Kung Johan III - Sigismund - (7) Anna Maria - (1) Vladislav - (2) Kristoffer - (3) Johan - (6) Anna - (4) Karl - (8) Katarina - (5) Gustav Adolf - (9) Maria Elisabet | Kristina föds. - † Kung Gustav Vasa - † Kung Johan III - Sigismund - (6) Anna Maria - (1) Vladislav - (2) Johan - (5) Anna - (3) Karl - (7) Katarina - (4) Gustav Adolf - (8) Maria Elisabet - (9) Kristina |

#### 1599
| Kristina avlider. - † Kung Gustav Vasa - † Kung Johan III - Sigismund - (6) Anna Maria - (1) Vladislav - (2) Johan - (5) Anna - (3) Karl - (7) Katarina - (4) Gustav Adolf - (8) Maria Elisabet | På riksdagen 1599 i Stockholm den 24 juli blev Sigismund formellt avsatt av ständerna. Han fick sex månader på sig att meddela om han ville sända sin son Vladislav som tronföljare till Sverige, med villkoret att pojken skulle uppfostras i den evangeliska läran. Om Sigismund inte accepterade kraven skulle ständerna välja en annan kung. Tronen är nu vakant och Hertig Karl utses som riksföreståndare. - † Kung Gustav Vasa - † Kung Johan III - (X) Sigismund - (X) Anna Maria - (X) Vladislav - (1) Johan - (4) Anna - (2) Hertig Karl, riksföreståndare - (5) Katarina - (3) Gustav Adolf - (6) Maria Elisabet |

### UnderKarl IX, 1599/1603–1611

#### 1600
På riksdagen 1600 i Linköping noteras det att Sigismund inte svarat på erbjudandet från föregående år, och därefter beslutar ständerna att erkänna Hertig Karl som Kung och att exkludera framlidne Kung Johan III:s katolska ättlingar från tronföljden. Men då Johan III:s yngre son, Hertig Johan, enligt arvföreningen stod tronen närmare än riksföreståndaren och inte var katolik, avböjde Hertig Karl än så länge kungatiteln och kommer att fortsätta styra som riksföreståndare fram till 22 mars 1604. I samband med riksdagen äger Linköpings blodbad rum där riksföreståndaren utkräver hämnd mot de rådsherrar som stött Sigismund. 
- † Kung Gustav Vasa
  - † Kung Johan III
    - (1) Johan

  -  (2) Hertig Karl, riksföreståndare
    - (4) Katarina
    - (3) Gustav Adolf
    - (5) Maria Elisabet

#### 1601–22 april
Karl Filip föds.
- † Kung Gustav Vasa
  - † Kung Johan III
    - (1) Johan

  -  (2) Hertig Karl, riksföreståndare
    - (5) Katarina
    - (3) Gustav Adolf
    - (6) Maria Elisabet
    - (4) Karl Filip

#### 1604–22 mars
Vid riksdagen 1604 i Norrköping, avsade sig Kung Johan III:s andre son, Hertig Johan, sina anspråk till tronen enligt tidigare arvsförening och en nyskriven arvsförening (Norrköpings arvförening) där härefter Kung Karl IX:s arvingar fick företräde framför Hertig Johan beslutades.
- † Kung Gustav Vasa
  - † Kung Johan III
    - (3) Johan

  -  Karl IX
    - (4) Katarina
    - (1) Gustav Adolf
    - (5) Maria Elisabet
    - (2) Karl Filip

### UnderGustav II Adolf, 1611–1632

#### 1611–30 oktober
Kung Karl IX avlider.
- † Kung Gustav Vasa
  - † Kung Johan III
    - (2) Johan

  - † Kung Karl IX
    - (3) Katarina
    - Gustav II Adolf
    - (4) Maria Elisabet
    - (1) Karl Filip

#### 1615–11 juni
Katarina gifter sig med furste av främmande trosbekännelse, den reformerte Johan Kasimir av Pfalz-Zweibrücken, och mister därmed arvsrätten till tronen.
- † Kung Gustav Vasa
  - † Kung Johan III
    - (2) Johan

  - † Kung Karl IX
    - (X) Katarina
    - Gustav II Adolf
    - (3) Maria Elisabet
    - (1) Karl Filip

#### 1618
| Johan avlider. - † Kung Karl IX - Gustav II Adolf - (2) Maria Elisabet - (1) Karl Filip | Maria Elisabet avlider. - † Kung Karl IX - Gustav II Adolf - (1) Karl Filip |

#### 1620–5 mars
Karl Filip gifter sig i hemlighet/25 januari 1622, Karl Filip avlider[a]
- Tronföljare saknas

#### 1623–16 oktober
Kristina Augusta föds.
- Gustav II Adolf
  - (1) Kristina Augusta

#### 21 september1624
Kristina Augusta avlider.
- Tronföljare saknas

#### 1626–7 december
Kristina föds.
- Gustav II Adolf
  - (1) Kristina

### UnderKristina, 1632–1654

#### 1632–6 november
Kung Gustav II Adolf stupar i slaget vid Lützen.
- Tronföljare saknas

#### 1649–10 mars
Drottningens halvkusin, Gustav II Adolfs systerson, Karl Gustav av Pfalz-Zweibrücken (son till Katarina och Johan Kasimir av Pfalz-Zweibrücken) väljs vid riksdagen 1649 till tronföljare. Året därpå vid riksdagen 1650 får även hans eventuellt manliga efterkommande rätt till tronen genom 1650 års arvförening.
- (1) Karl Gustav

### UnderKarl X Gustav, 1654–1660

#### 1654–6 juni
Ständerna accepterar Drottning Kristinas tronavsägelse och erkänner Kung Karl X Gustav.
- Tronföljare saknas

#### 1655–24 november
Prins Karl föds.
- Karl X Gustav
  - (1) Prins Karl

### UnderKarl XI, 1660–1697

#### 1660–13 februari
Kung Karl X Gustav avlider i kungshuset i Göteborg och han efterträds av sin ende son som Kung Karl XI.
- Tronföljare saknas

#### 1682–17 juni
Prins Karl föds.
- Karl XI
  - (1) Prins Karl

#### 1683
| Successionsordningen ändras till agnatisk-kognatisk. - Karl XI - (2) Prinsessan Hedvig Sofia - (1) Prins Karl | Prins Gustav föds. - Karl XI - (3) Prinsessan Hedvig Sofia - (1) Prins Karl - (2) Prins Gustav |

#### 1684–23 juli
Prins Ulrik föds.
- Karl XI
  - (4) Prinsessan Hedvig Sofia
  - (1) Prins Karl
  - (2) Prins Gustav
  - (3) Prins Ulrik

#### 1685
| Prins Gustav avlider. - Karl XI - (3) Prinsessan Hedvig Sofia - (1) Prins Karl - (2) Prins Ulrik | Prins Ulrik avlider. - Karl XI - (2) Prinsessan Hedvig Sofia - (1) Prins Karl | Prins Fredrik föds. - Karl XI - (3) Prinsessan Hedvig Sofia - (1) Prins Karl - (2) Prins Fredrik | Prins Fredrik avlider. - Karl XI - (2) Prinsessan Hedvig Sofia - (1) Prins Karl |

#### 1686–17 december
Prins Karl Gustav föds.
- Karl XI
  - (3) Prinsessan Hedvig Sofia
  - (1) Prins Karl
  - (2) Prins Karl Gustav

#### 1687–3 februari
Prins Karl Gustav avlider.
- Karl XI
  - (2) Prinsessan Hedvig Sofia
  - (1) Prins Karl

#### 1688–23 januari
Prinsessan Ulrika Eleonora föds.
- Karl XI
  - (2) Prinsessan Hedvig Sofia
  - (1) Prins Karl
  - (3) Prinsessan Ulrika Eleonora

### UnderKarl XII, 1697–1718

#### 1697–5 april
Kung Karl XI avlider.
- † Kung Karl XI
  - Karl XII
  - (1) Prinsessan Hedvig Sofia
  - (2) Prinsessan Ulrika Eleonora

#### 1698–12 juni
Prinsessan Hedvig Sofia gifter sig med Fredrik IV av Holstein-Gottorp utan att ständernas samtycke inhämtats och mister arvsrätten till tronen.
- † Kung Karl XI
  - Karl XII
  - (X) Prinsessan Hedvig Sofia
  - (1) Prinsessan Ulrika Eleonora

#### 1715–24 mars
Prinsessan Ulrika Eleonora gifter sig med Fredrik av Hessen-Kassel utan att ständernas samtycke inhämtats och mister arvsrätten till tronen.
- † Kung Karl XI
  - Karl XII
  - (X) Prinsessan Ulrika Eleonora

- Tronföljare saknas

#### 1718–30 november
Kung Karl XII stupar.
- Tronen är vakant eftersom tronföljare saknas. Riksens ständer förfogar över kronan tills vidare.[5]

### UnderUlrika Eleonora, 1719–1720

#### 1719–23 januari
Prinsessan Ulrika Eleonora väljs av ständerna till regerande drottning.
- Tronföljare saknas

#### 1720–29 februari
Ulrika Eleonora avsäger sig tronen till förmån för sin make Fredrik av Hessen-Kassel.
- Tronföljare saknas

### UnderFredrik I, 1720–1751

#### 1720–24 mars
Drottning Ulrika Eleonoras make, Fredrik av Hessen-Kassel väljs till konung.
- (1) Drottning Ulrika Eleonora

#### 1741–24 november
Drottning Ulrika Eleonora avlider.
- Tronföljare saknas

#### 1743–23 juni
I enlighet med Freden i Åbo väljs Adolf Fredrik av Holstein-Gottorp till Sveriges kronprins.
- (1) Kronprins Adolf Fredrik

#### 1746–24 januari
Prins Gustav föds.
- (1) Kronprins Adolf Fredrik
  - (2) Prins Gustav

#### 1748–7 oktober
Prins Karl föds.
- (1) Kronprins Adolf Fredrik
  - (2) Prins Gustav
  - (3) Prins Karl

#### 1750–18 juli
Prins Fredrik Adolf föds.
- (1) Kronprins Adolf Fredrik
  - (2) Prins Gustav
  - (3) Prins Karl
  - (4) Prins Fredrik Adolf

### UnderAdolf Fredrik, 1751–1771

#### 1751–25 mars
Kung Fredrik I avlider.
- Adolf Fredrik
  - (1) Kronprins Gustav
  - (2) Prins Karl
  - (3) Prins Fredrik Adolf

### UnderGustaf III, 1771–1792

#### 1771–12 februari
Kung Adolf Fredrik avlider.
- † Kung Adolf Fredrik
  - Gustaf III
  - (1) Prins Karl
  - (2) Prins Fredrik Adolf

#### 1778–1 november
Kronprins Gustaf Adolf föds.
- † Kung Adolf Fredrik
  - Gustaf III
    - (1) Kronprins Gustaf Adolf

  - (2) Prins Karl
  - (3) Prins Fredrik Adolf

#### 1782–25 augusti
Prins Carl Gustaf föds.
- † Kung Adolf Fredrik
  - Gustaf III
    - (1) Kronprins Gustaf Adolf
    - (2) Prins Carl Gustaf

  - (3) Prins Karl
  - (4) Prins Fredrik Adolf

#### 1783–23 mars
Prins Karl Gustav avlider.
- † Kung Adolf Fredrik
  - Gustaf III
    - (1) Kronprins Gustaf Adolf

  - (2) Prins Karl
  - (3) Prins Fredrik Adolf

### UnderGustaf IV Adolf, 1792–1809

#### 1792–29 mars
Kung Gustaf III dör i sviterna av ett attentat den 16 mars.
- † Kung Adolf Fredrik
  - † Kung Gustaf III
    -  Gustaf IV Adolf

  - (1) Prins Karl
  - (2) Prins Fredrik Adolf

#### 1798
| Prins Karl Adolf föds. - † Kung Adolf Fredrik - † Kung Gustaf III - Gustaf IV Adolf - (1) Prins Karl - (2) Prins Karl Adolf - (3) Prins Fredrik Adolf | Prins Karl Adolf avlider. - † Kung Adolf Fredrik - † Kung Gustaf III - Gustaf IV Adolf - (1) Prins Karl - (2) Prins Fredrik Adolf |

#### 1799–9 november
Kronprins Gustaf föds.
- † Kung Adolf Fredrik
  - † Kung Gustaf III
    -  Gustaf IV Adolf
      - (1) Kronprins Gustaf

  - (2) Prins Karl
  - (3) Prins Fredrik Adolf

#### 1802–2 december
Prins Carl Gustaf föds.
- † Kung Adolf Fredrik
  - † Kung Gustaf III
    -  Gustaf IV Adolf
      - (1) Kronprins Gustaf
      - (2) Prins Carl Gustaf

  - (3) Prins Karl
  - (4) Prins Fredrik Adolf

#### 1803–12 december
Prins Fredrik Adolf avlider.
- † Kung Adolf Fredrik
  - † Kung Gustaf III
    -  Gustaf IV Adolf
      - (1) Kronprins Gustaf
      - (2) Prins Carl Gustaf

  - (3) Prins Karl

#### 1805–10 september
Prins Carl Gustaf avlider.
- † Kung Adolf Fredrik
  - † Kung Gustaf III
    -  Gustaf IV Adolf
      - (1) Kronprins Gustaf

  - (2) Prins Karl

#### 1809–13 mars/10 maj
Statskuppen 1809 äger rum, varigenom Kung Gustaf IV Adolf avsätts och Kronprins Gustaf också den 10 maj av riksdagen förklaras avsatt och förlustig kronan (markerade med X).
- † Kung Adolf Fredrik
  - † Kung Gustaf III
    - (X) Gustaf IV Adolf
      - (X) Kronprins Gustaf

  - (1) Prins Karl, hertig av Södermanland, den ende kvarstående i tronföljden fungerar som riksföreståndare tills vidare.

### UnderKarl XIII, 1809–1818

#### 1809
| Prins Karl, hertig av Södermanland som efter statskuppen har fungerat som riksföreståndare, utropas till Kung Karl XIII. - Tronföljare saknas | Prins Karl August av Schleswig-Holstein-Sonderburg-Augustenburg väljs av ständerna till kronprins. - (1) Kronprins Karl August |

#### 1810
| Kronprins Karl August avlider på Kvidinge hed. - Tronföljare saknas | Fursten av Pontecorvo och marskalk av Frankrike, Jean Baptiste Bernadotte, väljs till kronprins av ständerna i urtima riksdagen 1810 och tar namnet "Karl Johan". - (1) Kronprins Karl Johan | 1810 års Successionsordning träder i kraft och i den bestäms också om vem som skall efterträda Karl Johan som kronprins och senare som kung, dvs hans manliga ättlingar. - (1) Kronprins Karl Johan - (2) Prins Oscar, hertig av Södermanland |

### UnderKarl XIV Johan, 1818–1844

#### 1818–5 februari
Kung Karl XIII avlider.
- Karl XIV Johan
  - (1) Kronprins Oscar, hertig av Södermanland

#### 1826–3 maj
Prins Karl föds.
- Karl XIV Johan
  - (1) Kronprins Oscar, hertig av Södermanland
    - (2) Prins Karl, hertig av Skåne

#### 1827–18 juni
Prins Gustaf föds.
- Karl XIV Johan
  - (1) Kronprins Oscar, hertig av Södermanland
    - (2) Prins Karl, hertig av Skåne
    - (3) Prins Gustaf, hertig av Uppland

#### 1829–21 januari
Prins Oscar föds.
- Karl XIV Johan
  - (1) Kronprins Oscar, hertig av Södermanland
    - (2) Prins Karl, hertig av Skåne
    - (3) Prins Gustaf, hertig av Uppland
    - (4) Prins Oscar, hertig av Östergötland

#### 1831–24 augusti
Prins August föds.
- Karl XIV Johan
  - (1) Kronprins Oscar, hertig av Södermanland
    - (2) Prins Karl, hertig av Skåne
    - (3) Prins Gustaf, hertig av Uppland
    - (4) Prins Oscar, hertig av Östergötland
    - (5) Prins August, hertig av Dalarna

### UnderOscar I, 1844–1859

#### 1844–8 mars
Kung Karl XIV Johan avlider.
- Oscar I
  - (1) Kronprins Karl, hertig av Skåne
  - (2) Prins Gustaf, hertig av Uppland
  - (3) Prins Oscar, hertig av Östergötland
  -  (4) Prins August, hertig av Dalarna

#### 1852
| Prins Gustaf avlider på slottet i Kristiania. - Oscar I - (1) Kronprins Karl, hertig av Skåne - (2) Prins Oscar, hertig av Östergötland - (3) Prins August, hertig av Dalarna | Prins Carl Oscar föds. - Oscar I - (1) Kronprins Karl, hertig av Skåne - (2) Prins Carl Oscar, hertig av Södermanland - (3) Prins Oscar, hertig av Östergötland - (4) Prins August, hertig av Dalarna |

#### 1854–13 mars
Prins Carl Oscar avlider
- Oscar I
  - (1) Kronprins Karl, hertig av Skåne
  - (2) Prins Oscar, hertig av Östergötland
  -  (3) Prins August, hertig av Dalarna

#### 1858–16 juni
Prins Gustaf föds.
- Oscar I
  - (1) Kronprins Karl, hertig av Skåne
  - (2) Prins Oscar, hertig av Östergötland
    -  (3) Prins Gustaf, hertig av Värmland

  -  (4) Prins August, hertig av Dalarna

### UnderKarl XV, 1859–1872

#### 1859
| Kung Oscar I avlider. - † Kung Oscar I - Karl XV - (1) Prins Oscar, hertig av Östergötland - (2) Prins Gustaf, hertig av Värmland - (3) Prins August, hertig av Dalarna | Prins Oscar föds. - † Kung Oscar I - Karl XV - (1) Prins Oscar, hertig av Östergötland - (2) Prins Gustaf, hertig av Värmland - (3) Prins Oscar, hertig av Gotland - (4) Prins August, hertig av Dalarna |

#### 1861–27 februari
Prins Carl föds.
- † Kung Oscar I
  - Karl XV
  - (1) Prins Oscar, hertig av Östergötland
    - (2) Prins Gustaf, hertig av Värmland
    - (3) Prins Oscar, hertig av Gotland
    - (4) Prins Carl, hertig av Västergötland

  - (5) Prins August, hertig av Dalarna

#### 1865–1 augusti
Prins Eugen föds.
- † Kung Oscar I
  - Karl XV
  - (1) Prins Oscar, hertig av Östergötland
    - (2) Prins Gustaf, hertig av Värmland
    - (3) Prins Oscar, hertig av Gotland
    - (4) Prins Carl, hertig av Västergötland
    - (5) Prins Eugen, hertig av Närke

  - (6) Prins August, hertig av Dalarna

### UnderOscar II, 1872–1907

#### 1872–18 september
Kung Karl XV avlider.
- † Kung Oscar I
  - Oscar II
    - (1) Kronprins Gustaf, hertig av Värmland
    - (2) Prins Oscar, hertig av Gotland
    - (3) Prins Carl, hertig av Västergötland
    - (4) Prins Eugen, hertig av Närke

  - (5) Prins August, hertig av Dalarna

#### 1873–4 mars
Prins August avlider.
- Oscar II
  - (1) Kronprins Gustaf, hertig av Värmland
  - (2) Prins Oscar, hertig av Gotland
  - (3) Prins Carl, hertig av Västergötland
  - (4) Prins Eugen, hertig av Närke

#### 1882–11 november
Prins Gustaf Adolf föds.
- Oscar II
  - (1) Kronprins Gustaf, hertig av Värmland
    - (2) Prins Gustaf Adolf, hertig av Skåne

  - (3) Prins Oscar, hertig av Gotland
  - (4) Prins Carl, hertig av Västergötland
  - (5) Prins Eugen, hertig av Närke

#### 1884–17 juni
Prins Wilhelm föds.
- Oscar II
  - (1) Kronprins Gustaf, hertig av Värmland
    - (2) Prins Gustaf Adolf, hertig av Skåne
    - (3) Prins Wilhelm, hertig av Södermanland

  - (4) Prins Oscar, hertig av Gotland
  - (5) Prins Carl, hertig av Västergötland
  - (6) Prins Eugen, hertig av Närke

#### 1888–15 mars
Prins Oscar gifter sig 15 mars 1888 med enskild mans dotter (hovfröken Ebba Munck af Fulkila) och mister därmed arvsrätten till tronen för sig och sina efterkommande. Han erhöll dessförinnan (28 januari 1888) tillstånd från sin far att begagna prinstitel och släktnamnet Bernadotte.
- Oscar II
  - (1) Kronprins Gustaf, hertig av Värmland
    - (2) Prins Gustaf Adolf, hertig av Skåne
    - (3) Prins Wilhelm, hertig av Södermanland

  - (X) Prins Oscar Bernadotte
  - (4) Prins Carl, hertig av Västergötland
  - (5) Prins Eugen, hertig av Närke

#### 1889–20 april
Prins Erik föds.
- Oscar II
  - (1) Kronprins Gustaf, hertig av Värmland
    - (2) Prins Gustaf Adolf, hertig av Skåne
    - (3) Prins Wilhelm, hertig av Södermanland
    - (4) Prins Erik, hertig av Västmanland

  - (5) Prins Carl, hertig av Västergötland
  - (6) Prins Eugen, hertig av Närke

#### 1906–22 april
Prins Gustaf Adolf föds.
- Oscar II
  - (1) Kronprins Gustaf, hertig av Värmland
    - (2) Prins Gustaf Adolf, hertig av Skåne
      - (3) Prins Gustaf Adolf, hertig av Västerbotten

    - (4) Prins Wilhelm, hertig av Södermanland
    - (5) Prins Erik, hertig av Västmanland

  - (6) Prins Carl, hertig av Västergötland
  - (7) Prins Eugen, hertig av Närke

#### 1907–7 juni
Prins Sigvard föds.
- Oscar II
  - (1) Kronprins Gustaf, hertig av Värmland
    - (2) Prins Gustaf Adolf, hertig av Skåne
      - (3) Prins Gustaf Adolf, hertig av Västerbotten
      - (4) Prins Sigvard, hertig av Uppland

    - (5) Prins Wilhelm, hertig av Södermanland
    - (6) Prins Erik, hertig av Västmanland

  - (7) Prins Carl, hertig av Västergötland
  - (8) Prins Eugen, hertig av Närke

### UnderGustaf V, 1907–1950

#### 1907–8 december
Kung Oscar II avlider.
- † Kung Oscar II
  - Gustaf V
    - (1) Kronprins Gustaf Adolf, hertig av Skåne
      - (2) Prins Gustaf Adolf, hertig av Västerbotten
      - (3) Prins Sigvard, hertig av Uppland

    - (4) Prins Wilhelm, hertig av Södermanland
    - (5) Prins Erik, hertig av Västmanland

  - (6) Prins Carl, hertig av Västergötland
  - (7) Prins Eugen, hertig av Närke

#### 1909–8 maj
Prins Lennart föds.
- † Kung Oscar II
  - Gustaf V
    - (1) Kronprins Gustaf Adolf, hertig av Skåne
      - (2) Prins Gustaf Adolf, hertig av Västerbotten
      - (3) Prins Sigvard, hertig av Uppland

    - (4) Prins Wilhelm, hertig av Södermanland
      - (5) Prins Lennart, hertig av Småland

    - (6) Prins Erik, hertig av Västmanland

  - (7) Prins Carl, hertig av Västergötland
  - (8) Prins Eugen, hertig av Närke

#### 1911–10 januari
Prins Carl (son till hertigen av Västergötland med samma namn) föds.
- † Kung Oscar II
  - Gustaf V
    - (1) Kronprins Gustaf Adolf, hertig av Skåne
      - (2) Prins Gustaf Adolf, hertig av Västerbotten
      - (3) Prins Sigvard, hertig av Uppland

    - (4) Prins Wilhelm, hertig av Södermanland
      - (5) Prins Lennart, hertig av Småland

    - (6) Prins Erik, hertig av Västmanland

  - (7) Prins Carl, hertig av Västergötland
    - (8) Prins Carl, hertig av Östergötland

  - (9) Prins Eugen, hertig av Närke

#### 1912–28 februari
Prins Bertil föds.
- † Kung Oscar II
  - Gustaf V
    - (1) Kronprins Gustaf Adolf, hertig av Skåne
      - (2) Prins Gustaf Adolf, hertig av Västerbotten
      - (3) Prins Sigvard, hertig av Uppland
      - (4) Prins Bertil, hertig av Halland

    - (5) Prins Wilhelm, hertig av Södermanland
      - (6) Prins Lennart, hertig av Småland

    - (7) Prins Erik, hertig av Västmanland

  - (8) Prins Carl, hertig av Västergötland
    - (9) Prins Carl, hertig av Östergötland

  - (10) Prins Eugen, hertig av Närke

#### 1916–31 oktober
Prins Carl Johan föds.
- † Kung Oscar II
  - Gustaf V
    - (1) Kronprins Gustaf Adolf, hertig av Skåne
      - (2) Prins Gustaf Adolf, hertig av Västerbotten
      - (3) Prins Sigvard, hertig av Uppland
      - (4) Prins Bertil, hertig av Halland
      - (5) Prins Carl Johan, hertig av Dalarna

    - (6) Prins Wilhelm, hertig av Södermanland
      - (7) Prins Lennart, hertig av Småland

    - (8) Prins Erik, hertig av Västmanland

  - (9) Prins Carl, hertig av Västergötland
    - (10) Prins Carl, hertig av Östergötland

  - (11) Prins Eugen, hertig av Närke

#### 1918–20 september
Prins Erik avlider.
- † Kung Oscar II
  - Gustaf V
    - (1) Kronprins Gustaf Adolf, hertig av Skåne
      - (2) Prins Gustaf Adolf, hertig av Västerbotten
      - (3) Prins Sigvard, hertig av Uppland
      - (4) Prins Bertil, hertig av Halland
      - (5) Prins Carl Johan, hertig av Dalarna

    - (6) Prins Wilhelm, hertig av Södermanland
      - (7) Prins Lennart, hertig av Småland

  - (8) Prins Carl, hertig av Västergötland
    - (9) Prins Carl, hertig av Östergötland

  - (10) Prins Eugen, hertig av Närke

#### 1932–11 mars
Prins Lennart gifter sig med enskild mans dotter och mister arvsrätten till tronen för sig och sina efterkommande.
- † Kung Oscar II
  - Gustaf V
    - (1) Kronprins Gustaf Adolf, hertig av Skåne
      - (2) Prins Gustaf Adolf, hertig av Västerbotten
      - (3) Prins Sigvard, hertig av Uppland
      - (4) Prins Bertil, hertig av Halland
      - (5) Prins Carl Johan, hertig av Dalarna

    - (6) Prins Wilhelm, hertig av Södermanland

  - (7) Prins Carl, hertig av Västergötland
    - (8) Prins Carl, hertig av Östergötland

  - (9) Prins Eugen, hertig av Närke

#### 1934–8 mars
Prins Sigvard gifter sig med enskild mans dotter och mister arvsrätten till tronen för sig och sina efterkommande.
- † Kung Oscar II
  - Gustaf V
    - (1) Kronprins Gustaf Adolf, hertig av Skåne
      - (2) Prins Gustaf Adolf, hertig av Västerbotten
      - (3) Prins Bertil, hertig av Halland
      - (4) Prins Carl Johan, hertig av Dalarna

    - (5) Prins Wilhelm, hertig av Södermanland

  - (6) Prins Carl, hertig av Västergötland
    - (7) Prins Carl, hertig av Östergötland

  - (8) Prins Eugen, hertig av Närke

#### 1937–6 juli
Prins Carl (ende sonen till hertigen av Västergötland med samma namn) gifter sig med enskild svensk mans dotter och mister arvsrätten till tronen för sig och sina efterkommande.
1809 års regeringsform och 1810 års successionsordning hade under året i tillämpliga paragrafer ändrats från att förbjuda en prins att ingå äktenskap med "enskild mans dotter" och förlora successionsrätt till tronen mot en snävare begränsning med formuleringen "enskild svensk mans dotter" istället. Ändringen gjordes med hänvisning till det minskade antalet regerande furstehus efter första världskriget.
- † Kung Oscar II
  - Gustaf V
    - (1) Kronprins Gustaf Adolf, hertig av Skåne
      - (2) Prins Gustaf Adolf, hertig av Västerbotten
      - (3) Prins Bertil, hertig av Halland
      - (4) Prins Carl Johan, hertig av Dalarna

    - (5) Prins Wilhelm, hertig av Södermanland

  - (6) Prins Carl, hertig av Västergötland
  - (7) Prins Eugen, hertig av Närke

#### 1946
| Prins Carl Johan gifter sig med enskild svensk mans dotter och mister arvsrätten till tronen för sig och sina efterkommande. - † Kung Oscar II - Gustaf V - (1) Kronprins Gustaf Adolf, hertig av Skåne - (2) Prins Gustaf Adolf, hertig av Västerbotten - (3) Prins Bertil, hertig av Halland - (4) Prins Wilhelm, hertig av Södermanland - (5) Prins Carl, hertig av Västergötland - (6) Prins Eugen, hertig av Närke | Prins Carl Gustaf föds. - † Kung Oscar II - Gustaf V - (1) Kronprins Gustaf Adolf, hertig av Skåne - (2) Prins Gustaf Adolf, hertig av Västerbotten - (3) Prins Carl Gustaf, hertig av Jämtland - (4) Prins Bertil, hertig av Halland - (5) Prins Wilhelm, hertig av Södermanland - (6) Prins Carl, hertig av Västergötland - (7) Prins Eugen, hertig av Närke |

#### 1947
| Prins Gustaf Adolf omkommer. - † Kung Oscar II - Gustaf V - (1) Kronprins Gustaf Adolf, hertig av Skåne - † Prins Gustaf Adolf, hertig av Västerbotten - (2) Prins Carl Gustaf, hertig av Jämtland - (3) Prins Bertil, hertig av Halland - (4) Prins Wilhelm, hertig av Södermanland - (5) Prins Carl, hertig av Västergötland - (6) Prins Eugen, hertig av Närke | Prins Eugen avlider. - † Kung Oscar II - Gustaf V - (1) Kronprins Gustaf Adolf, hertig av Skåne - † Prins Gustaf Adolf, hertig av Västerbotten - (2) Prins Carl Gustaf, hertig av Jämtland - (3) Prins Bertil, hertig av Halland - (4) Prins Wilhelm, hertig av Södermanland - (5) Prins Carl, hertig av Västergötland |

### UnderGustaf VI Adolf, 1950–1973

#### 1950–29 oktober
Kung Gustaf V avlider på Drottningholms slott.
- † Kung Oscar II
  - † Kung Gustaf V
    - Gustaf VI Adolf
      - † Prins Gustaf Adolf, hertig av Västerbotten
        - (1) Kronprins Carl Gustaf, hertig av Jämtland

      - (2) Prins Bertil, hertig av Halland

    - (3) Prins Wilhelm, hertig av Södermanland

  - (4) Prins Carl, hertig av Västergötland

#### 1951–24 oktober
Prins Carl avlider.
- † Kung Gustaf V
  - Gustaf VI Adolf
    - † Prins Gustaf Adolf, hertig av Västerbotten
      - (1) Kronprins Carl Gustaf, hertig av Jämtland

    - (2) Prins Bertil, hertig av Halland

  - (3) Prins Wilhelm, hertig av Södermanland

#### 1965–5 juni
Prins Wilhelm avlider.
- Gustaf VI Adolf
  - † Prins Gustaf Adolf, hertig av Västerbotten
    - (1) Kronprins Carl Gustaf, hertig av Jämtland

  - (2) Prins Bertil, hertig av Halland

### UnderCarl XVI Gustaf, 1973–

#### 1973–15 september
Kung Gustaf VI Adolf avlider klockan 20:35 på Helsingborgs lasarett.
- † Kung Gustaf VI Adolf
  - † Prins Gustaf Adolf, hertig av Västerbotten
    - Carl XVI Gustaf

  - (1) Prins Bertil, hertig av Halland

#### 1979–13 maj
Prins Carl Philip föds på Stockholms slott, enligt då gällande lydelse av Successionsordningen som tronföljare.
- † Kung Gustaf VI Adolf
  - † Prins Gustaf Adolf, hertig av Västerbotten
    - Carl XVI Gustaf
      - (1) Kronprins Carl Philip, hertig av Värmland

  - (2) Prins Bertil, hertig av Halland

#### 1980–1 januari
Ändringar i Successionsordningen träder denna dag i kraft, Prinsessan Victoria (född 14 juli 1977 på Karolinska sjukhuset i Solna) inträder därmed med retroaktiv verkan som först i tronföljden och tituleras därefter som kronprinsessa. Prins Bertil kvarstår i tronföljden enligt övergångsbestämmelser.
- † Kung Gustaf VI Adolf
  - † Prins Gustaf Adolf, hertig av Västerbotten
    - Carl XVI Gustaf
      - (1) Kronprinsessan Victoria, hertiginna av Västergötland
      -  (2) Prins Carl Philip, hertig av Värmland

  - (3) Prins Bertil, hertig av Halland

#### 1982–10 juni
Prinsessan Madeleine föds på Drottningholms slott.
- † Kung Gustaf VI Adolf
  - † Prins Gustaf Adolf, hertig av Västerbotten
    - Carl XVI Gustaf
      - (1) Kronprinsessan Victoria, hertiginna av Västergötland
      - (2) Prins Carl Philip, hertig av Värmland
      - (3) Prinsessan Madeleine, hertiginna av Hälsingland och Gästrikland

  - (4) Prins Bertil, hertig av Halland

#### 1997–5 januari
Prins Bertil avlider i sitt hem, Villa Solbacken på Djurgården i Stockholm.
- Carl XVI Gustaf
  - (1) Kronprinsessan Victoria, hertiginna av Västergötland
  - (2) Prins Carl Philip, hertig av Värmland
  - (3) Prinsessan Madeleine, hertiginna av Hälsingland och Gästrikland

#### 2012–23 februari
Prinsessan Estelle föds.
- Carl XVI Gustaf
  - (1) Kronprinsessan Victoria, hertiginna av Västergötland
    -  (2) Prinsessan Estelle, hertiginna av Östergötland

  - (3) Prins Carl Philip, hertig av Värmland
  -  (4) Prinsessan Madeleine, hertiginna av Hälsingland och Gästrikland

#### 2014–20 februari
Prinsessan Leonore föds.
- Carl XVI Gustaf
  - (1) Kronprinsessan Victoria
    -  (2) Prinsessan Estelle

  - (3) Prins Carl Philip
  -  (4) Prinsessan Madeleine
    -  (5) Prinsessan Leonore

#### 2015–15 juni
Prins Nicolas föds.
- Carl XVI Gustaf
  - (1) Kronprinsessan Victoria
    -  (2) Prinsessan Estelle

  - (3) Prins Carl Philip
  -  (4) Prinsessan Madeleine
    - (5) Prinsessan Leonore
    -  (6) Prins Nicolas

#### 2016
| Prins Oscar föds. - Carl XVI Gustaf - (1) Kronprinsessan Victoria - (2) Prinsessan Estelle - (3) Prins Oscar - (4) Prins Carl Philip - (5) Prinsessan Madeleine - (6) Prinsessan Leonore - (7) Prins Nicolas | Prins Alexander föds. - Carl XVI Gustaf - (1) Kronprinsessan Victoria - (2) Prinsessan Estelle - (3) Prins Oscar - (4) Prins Carl Philip - (5) Prins Alexander - (6) Prinsessan Madeleine - (7) Prinsessan Leonore - (8) Prins Nicolas |

#### 2017–31 augusti
Prins Gabriel föds.
- Carl XVI Gustaf
  - (1) Kronprinsessan Victoria
    - (2) Prinsessan Estelle
    -  (3) Prins Oscar

  - (4) Prins Carl Philip
    - (5) Prins Alexander
    -  (6) Prins Gabriel

  -  (7) Prinsessan Madeleine
    - (8) Prinsessan Leonore
    -  (9) Prins Nicolas

#### 2018–9 mars
Prinsessan Adrienne föds.
- Carl XVI Gustaf
  - (1) Kronprinsessan Victoria
    - (2) Prinsessan Estelle
    -  (3) Prins Oscar

  - (4) Prins Carl Philip
    - (5) Prins Alexander
    -  (6) Prins Gabriel

  -  (7) Prinsessan Madeleine
    - (8) Prinsessan Leonore
    - (9) Prins Nicolas
    -  (10) Prinsessan Adrienne

#### 2021–26 mars
Prins Julian föds.
- Carl XVI Gustaf
  - (1) Kronprinsessan Victoria
    - (2) Prinsessan Estelle
    -  (3) Prins Oscar

  - (4) Prins Carl Philip
    - (5) Prins Alexander
    - (6) Prins Gabriel
    -  (7) Prins Julian

  -  (8) Prinsessan Madeleine
    - (9) Prinsessan Leonore
    - (10) Prins Nicolas
    -  (11) Prinsessan Adrienne

#### 2025–7 februari(nuvarande)
Prinsessan Ines föds. 
- Carl XVI Gustaf
  - (1) Kronprinsessan Victoria
    - (2) Prinsessan Estelle
    -  (3) Prins Oscar

  - (4) Prins Carl Philip
    - (5) Prins Alexander
    - (6) Prins Gabriel
    - (7) Prins Julian
    -  (8) Prinsessan Ines

  -  (9) Prinsessan Madeleine
    - (10) Prinsessan Leonore
    - (11) Prins Nicolas
    -  (12) Prinsessan Adrienne

## Fotnoter
- a Strikt legalt miste Karl Filip sin arvsrätt till tronen i det att han gifte sig, men äktenskapet och hans därmed sammanhörande förlust av successionsrätt blev bekant först efter hans död.[33][34]